# مدرسة ابن مصيبيح التاريخية
مدرسة ابن مصيبيح؛ هي مدرسة تاريخية تأسست عام ١٧٧٣ م / ١١٨٧ هـ في مدينة الرياض خلال عهد الإمام عبدالعزيز بن محمد بن سعود.

## الموقع
تقع المدرسة بجانب مدرسة ابن مفيريج، في الجزء الجنوبي من مسجد الشيخ عبدالله.  في حي دخنة الواقع بمدينة الرياض عاصمة المملكة العربية السعودية. 

## المنهج
يتم تدريس القرآن الكريم وتجويدة في مدرسة ابن مصيبيح، بالإضافة إلى مبادىء القراءة والكتابة في المدرسة.

## المعلمين
قام بالتدريس بمدرسة ابن مصيبيح كل من محمد بن مرحوم المصيبيح وابناؤه عبدالرحمن بن محمد بن مرحوم و صالح بن محمد بن مرحوم.

## التلاميذ
- الملك عبدالعزيز بن عبدالرحمن آل سعود مؤسس المملكة العربية السعودية، حيث ارسله والده الإمام عبدالرحمن بن فيصل عام ١٢٩٩ هـ للتعلم فيها على يد الشيخ ابن مصيبيح. [3]
- الملك فيصل بن عبدالعزيز آل سعود حيث درس فيها عام ١٣٣٢هـ. [3]
- الأمير محمد بن عبدالرحمن.
- الأميرسعد بن عبدالرحمن .
- الأمير عبدالله بن جلوي.
- الملك سعود بن عبدالعزيز.
- الملك خالد بن عبدالعزيز.
- والعديد من أفراد عائلة آل سعود.

## اغلاق المدرسة
تم اغلاق المدرسة عام ١٣٧٠هـ تزامًا مع بداية ظهور المدارس النظامية في المملكة وانتشارها.